# Новокуйбышевск
Новоку́йбышевск — город областного подчинения в Самарской области России, в 20 км к юго-западу от областного центра города Самары. Центр городского округа Новокуйбышевск.

## География
Территория: в пределах городской черты 86 км², площадь городского округа 264,4 км², в том числе селитебная территория 1120 га.
Расположен на левом берегу Волги, в 6 км от реки, в 5 км от железнодорожной станции Новокуйбышевская Куйбышевской железной дороги.
Жилая часть города Новокуйбышевска компактная, застроена преимущественно многоквартирными жилыми домами высотой от 2 до 19 этажей. В 1950-е—60-е годы велась квартальная застройка, в 1970-е—80-е строились микрорайоны, начиная с 1980-х практикуется точечная застройка. Относится к городам России с наибольшим уровнем загрязнения атмосферного воздуха.
| Показатель                    | Янв.  | Фев.  | Март | Апр. | Май  | Июнь | Июль | Авг. | Сен. | Окт. | Нояб. | Дек.  | Год |
| ----------------------------- | ----- | ----- | ---- | ---- | ---- | ---- | ---- | ---- | ---- | ---- | ----- | ----- | --- |
| Средний суточный максимум, °C | −8,7  | −7,7  | −1,1 | 11,6 | 21,5 | 25,4 | 27   | 25,3 | 18,8 | 9    | 0,1   | −5,2  | 9,6 |
| Средняя температура, °C       | −12,3 | −11,6 | −4,8 | 7,1  | 15,7 | 19,8 | 21,7 | 19,9 | 13,6 | 5,3  | −2,5  | −8,2  | 5,3 |
| Средний суточный минимум, °C  | −15,8 | −15,4 | −8,5 | 2,4  | 9,9  | 14,3 | 16,4 | 14,5 | 8,8  | 1,9  | −5,1  | −14,6 | 0,7 |

## Административное деление
В состав городского округа Новокуйбышевск входят: город Новокуйбышевск, посёлки Маяк, Океан, Семёновка, Шмидта и Лесной Кордон, сёла Горки и Малое Томылово,  жилой массив Гранный.

## История
Предыстория города восходит к XVIII веку, когда Екатерина Вторая пожаловала графам Орловым в благодарность за помощь в восшествии на престол обширные поволжские угодья. Одно из графских поместий расположилось на месте современного города в районе будущей Приволжской биофабрики. Тогда же были основаны сёла Русские Липяги, Мордовские Липяги (Таборы) и Чувашские Липяги, позднее ставшие частью Новокуйбышевска. В 1780 году вошедшие в состав Самарского уезда Симбирского наместничества. В 1796 году вошли в состав Симбирской губернии. В 1851 году вошли в состав Самарской губернии. 
После постройки Самаро-Златоустовской железной дороги появляется станция Липяги. В 1904 году в районе станции действовало несколько мельниц, был основан кирпичный завод. В период Гражданской войны в начале XX века в районе Липягов белочехи разбили большевиков, что привелок падению 8 июня 1918 года советской власти в Самаре, которая стала центром первого в России антибольшевистского правительства — Комитета членов Учредительного собрания (Комуч). В 1932 году недалеко от станции начала работать Приволжская биофабрика № 6, много лет производившая биопрепараты для лечения и профилактики заболеваний сельскохозяйственного скота.
В 1946 году, вскоре после окончания Великой Отечественной войны, близ станции Липяги развернулось строительство крупнейшего на тот момент в стране нефтеперерабатывающего завода. Первоначально предполагалось, что рядом с ним будет расположен посёлок нефтепереработчиков с населением примерно 14 тыс. человек. Однако местоположение оказалось столь выгодным, что было принято решение о развитии посёлка и создании крупного промышленного центра. В сентябре 1951 года вошли в строй первые установки НПЗ, а 22 февраля 1952 года решением Президиума Верховного Совета РСФСР р.п. Ново-Куйбышевский был преобразован в город Новокуйбышевск. Стройка велась силами вольнонаёмных, военнопленных и заключённых (Нефтестройлаг).
В 1951 году для обеспечения НПЗ и жилого посёлка при нём электрической и тепловой энергией была построена Новокуйбышевская ТЭЦ-1 (НкТЭЦ-1), ставшая одной из первых в стране станций с оборудованием высокого давления с параметрами пара 90 атм. и 500°С. В 1957 году было пущено первое крупное химическое предприятие Куйбышевской области — Куйбышевский завод синтетического спирта (КЗСС, ныне входит в состав ПАО «Роснефть»), много лет являвшийся одним из ведущих производителей синтетического этилового спирта и фенола в СССР и России. В связи с растущей потребностью в энергоснабжении в 1962 году была запущена НкТЭЦ-2. В 1961 году было начато строительство Новокуйбышевского нефтехимического комбината (НХК, ныне входит в состав ПАО «Роснефть»), крупнейшего в Европе производителя мономеров для синтетического каучука. В 1964 году комбинат был частично введён в эксплуатацию.
В 1980 году в городе вспыхивают антимилицейские волнения.
В 1992 в черту Новокуйбышевска вошли населённые пункты Маякского сельсовета (посёлок Маяк) с населением 2,2 тысяч человек. В 2006 году к городу был присоединён жилой массив Гранный, ранее принадлежавший Самаре.

## Население
| 1959     | 1962     | 1967     | 1970     | 1973     | 1975     | 1976     | 1979     | 1982     | 1985     | 1986     |
| -------- | -------- | -------- | -------- | -------- | -------- | -------- | -------- | -------- | -------- | -------- |
| 62 755   | ↗78 000  | ↗107 000 | ↘103 707 | ↗110 000 | ↘108 000 | →108 000 | ↗109 029 | ↗110 000 | ↗112 000 | ↘110 000 |
| 1987     | 1989     | 1990     | 1991     | 1992     | 1993     | 1994     | 1995     | 1996     | 1997     | 1998     |
| ↗112 000 | ↗112 987 | ↗113 000 | →113 000 | →113 000 | →113 000 | ↗114 000 | ↗115 000 | →115 000 | ↗116 000 | →116 000 |
| 1999     | 2000     | 2001     | 2002     | 2003     | 2004     | 2005     | 2006     | 2007     | 2008     | 2009     |
| ↗116 400 | ↘116 200 | ↘115 100 | ↘112 973 | ↗113 000 | ↘112 300 | ↘111 800 | →111 800 | ↘111 500 | ↘111 000 | ↘110 752 |
| 2010     | 2011     | 2012     | 2013     | 2014     | 2015     | 2016     | 2017     | 2018     | 2019     | 2020     |
| ↘108 438 | ↘108 400 | ↘107 592 | ↘106 883 | ↘106 023 | ↘105 007 | ↘103 908 | ↘102 933 | ↘102 075 | ↘100 940 | ↘100 455 |
| 2021     | 2025     |          |          |          |          |          |          |          |          |          |
| ↘98 306  | ↘95 862  |          |          |          |          |          |          |          |          |          |

Население на 1 января 2024 год составило 94 741 человек

Средняя продолжительность жизни на 1 мая 2024 года: мужчины 64 года, женщины 60 лет 
На 1 января 2025 года по численности населения город находился на 175-м месте из 1124 городов Российской Федерации.
По данным за 2007 год средний возраст жителей города составлял 40,15 года, в том числе 37,04 года у мужчин и 42,66 года у женщин. На 1 января 2008 года продолжительность жизни горожан ожидалась 66,8 года, в том числе 59,78 лет у мужчин и 74,19 года у женщин. 55,3 % постоянного населения составляли женщины, оставшиеся 44,7 % — мужчины.
Во время переписи 2010 года в городе постоянно проживало 108 438 жителей, в том числе 48 980 мужчин (45,2 %) и 59 458 женщин (54,8 %).
На 1 января 2024 года в городе проживает 94 741 житель

## Руководители города
- Токарев, Александр Максимович (1921—2004) — первый секретарь новокуйбышевского горкома КПСС 1952—1955.
- Орлов, Владимир Павлович (1921—1999) — первый секретарь новокуйбышевского горкома КПСС 1958—1960.
- Романов, Валентин Степанович (1937—2018) — председатель и первый секретарь новокуйбышевского горисполкома и горкома КПСС 1970—1982.
- Севостьянов, Юрий Викторович (1949—2011) — первый секретарь новокуйбышевского горкома КПСС 1988—1990, депутат Съезда народных депутатов РСФСР (1990—1993).
- Нефёдов, Александр Петрович (род. 1955) — глава (мэр) города Новокуйбышевск 1992—2007.
- Волков, Олег Валентинович (род. 1961) — глава городского округа Новокуйбышевск 2007—2012.
- Коновалов, Андрей Алексеевич (род. 1961) — глава городского округа Новокуйбышевск 2012—2016.
- Марков, Сергей Васильевич (род. 1969) — глава городского округа Новокуйбышевск 2016—2018.
- Фомин, Владимир Николаевич (1962—2019) — глава городского округа Новокуйбышевск 2018—2019.
- Марков, Сергей Васильевич (род. 1969) — глава городского округа Новокуйбышевск 2019—2023.
- Никерясов, Владимир Иванович — временно исполняющий обязанности главы города 2023—2024
- Коробков, Алексей Александрович (род. 1983) — глава городского округа Новокуйбышевск

## Экономика
Объём отгруженных товаров собственного производства, выпонено работ и услуг собственными силами по обрабатывающим производствам за 2009 год 19,26 млрд рублей. В городе работают следующие предприятия:
- Переработка нефти: ПАО «Новокуйбышевский нефтеперерабатывающий завод» НК «Роснефть»; ООО «Новокуйбышевский завод масел и присадок» НК «Роснефть»;
- Производство нефтехимической продукции: ПАО "Новокуйбышевский опытный завод органического синтеза «Волгасинтез» (холдинг «Евросибнефть»); АО «Новокуйбышевская нефтехимическая компания» (НК «Роснефть»), объединившая три предприятия: ЗАО «Нефтехимия», ЗАО «Самараоргсинтез» и собственно ЗАО «ННК» (западная площадка). В 2013-м году в состав холдинга вошла Новокуйбышевская ТЭЦ-2;
- Производство катализаторов для нефтепереработки и нефтехимии: ООО «Новокуйбышевский завод катализаторов» НК «Роснефть»; АО «Новокуйбышевская нефтехимическая компания» (НК «Роснефть»);
- Производство продуктов органического синтеза: АО «Новокуйбышевская нефтехимическая компания» (НК «Роснефть»)-(восточная площадка);
- Строительство магистральных трубопроводов: ООО «Нова»;
- Производство полимерных материалов и изделий: Новокуйбышевский филиал ООО «Биаксплен» (ООО «Сибур»);
- Пищевая промышленность: ОАО ПКФ «Новокуйбышевскхлеб» (холдинг «ФОМ»);
- Производство тепло- и электроэнергии: НК ТЭЦ-1(филиал ПАО «ВТГК»); НК ТЭЦ-2 (филиал АО «ННК») НК «Роснефть» (северная площадка);

## Образование и наука
- ОАО «Средневолжский научно-исследовательский институт по нефтепереработке» НК «Роснефть» (разработка, производство и оптовая продажа масла, присадок собственного производства);
- ОАО «СамараНефтеХимАвтоматика» НК «Роснефть» (решение задач автоматизации нефтеперерабатывающей и нефтедобывающей промышленности);
- Поволжское управление Министерства образования и науки Самарской области;
- ГБОУ ДПО ПК (С) ЦПК «Ресурсный центр» г. о. Новокуйбышевск Самарской области;
- филиал ФГБОУ ВПО Самарского государственного технического университета;
- представительство Самарского института бизнеса и управления;
- ГОУ СПО Новокуйбышевский медицинский колледж;
- ГАОУ СПО Новокуйбышевский государственный гуманитарно-технологический колледж;
- ГАПОУ СО Новокуйбышевский нефтехимический техникум[47]
- ГБОУ гимназия № 1 г. о. Новокуйбышевск Самарской области.

## Спорт
Особое развитие в городе получили такие виды спорта, как волейбол, баскетбол, настольный теннис, плавание, бокс, тхэквондо, шахматы, детский футбол. Всего в секциях по различным видам спорта занимаются свыше 8 тысяч взрослых и детей.
В настоящее время город располагает 99 спортивными сооружениями. Главные среди них стадион «Нефтяник» на 7,2 тыс. мест (футбольное поле с искусственным покрытием, соответствующим стандартам FIFA, несколько спортивных площадок, легкоатлетический комплекс, корт для хоккея и манеж с беговыми дорожками) и физкультурно-оздоровительный комплекс «Октан» (зал для игровых видов спорта на 2000 зрителей и бассейн). Всего в городе имеется 7 плавательных бассейнов площадью 960 м² водного зеркала и 39 спортивных залов общей площадью 13,8 тыс. м² (в том числе 29 — в образовательных учреждениях). Функционируют подростковые спортивные клубы, городской шахматный клуб, 2 лыжные базы, несколько спортивных обществ, «Областная спортивная школа-интернат»,, Детско-юношеский баскетбольный клуб «Олимп» (участвует в соревнованиях Молодёжной Баскетбольной Ассоциации), специализированная детско-юношеская школа олимпийского резерва, клуб любителей бега «Кентавр», спортивный клуб инвалидов «Феникс», секция паркура на недействующей биофабрике, клуб восточных единоборств Вин Чун Кунг Фу «Гармония», находящийся с 1999 года в школе № 11.
В летнее время работают 2 спортивно-оздоровительных лагеря — «Юность» и «Факел», оснащённые комплексом спортивных площадок. Ежегодно в этих лагерях отдыхают около 1000 детей и подростков.
Одним из самых популярных видов спорта в Новокуйбышевске является волейбол. 1 ноября 1993 года в структуре спортивного клуба «Октан» при Новокуйбышевском НПЗ на базе самарской команды «Автомобилист» — участницы Чемпионата России среди команд 1 лиги — была создана волейбольная команда «Октан». В 2003 году команда была преобразована волейбольный клуб «НОВА». Городская волейбольная команда несколько лет выступала в суперлиге, с 2009 года выступает в Высшей лиге А.
В мае 2009 года Новокуйбышевск принимал Первенство России по волейболу среди команд 1997-98 года рождения. Первое место заняла команда Новокуйбышевска, второе место команда Уфы, третье место команда Москвы (Бауманская), четвёртое место заняла команды из Санкт-Петербурга (Невская).
С 1975 года на базе плавательного бассейна «Дельфин» развивается спортивное плавание. За эти годы было воспитаны 15 МС и 2 МСМК. Самая знаменитая воспитанница — МСМК Светлана Кузьмина (тренеры Белов Н. А. и Белова Г. В.), финалистка олимпиады в Сеуле, неоднократная чемпионка и рекордсменка СССР, призёр чемпионата Мира и чемпионка Европы. С 1995 года началось возрождение плавания в городе. Мастерами спорта стали воспитанницы тренера Ильина А. И.: Олеся Смирнова, Марина Синотова, Светлана Разумнюк, члены юношеской сборной России Елена Иванова, Анна Околот, Елена Новичкова, Ирина Кривоногова, Антонина Коновалова и Олеся Чернятина. Преуспели и воспитанники тренеров Зубанова И. Е. и Пороцкого Д. Н., Евгения Зубанова и Андрей Тамаркин заслужили звание мастеров спорта международного класса, а Антон Крысанов и Дмитрий Александров просто мастеров спорта. Мастерами же стали воспитанники тренера Кузьмина А. Н. Дмитрий Алексанов и Данил Белоглазов. В сентябре 2008 года на базе женской команда «Дельфин-НОВАТЭК» был создан плавательный клуб «Дельфин». С февраля 2014 года основные спортсмены перешли в СДЮСШОР г. Новокуйбышевска. Воспитанники клуба неоднократно становились Чемпионами и призёрами Чемпионата и Кубка России, победителями Первенств России, Чемпионами и призёрами Чемпионатов и Первенств ПФО, Чемпионами Самарской области, Победителями международных соревнований, победителями и призёрами Спартакиады учащихся России. Е. Новичкова стала неоднократной победительницей 1-х Черноморских Игр (2007 г., Трабзон, Турция), О. Чернятина завоевала 3 золота на 1-х Европейских Играх (2015 г., Баку, Азербайджан) и серебро на Чемпионате Мира по плаванию среди юниоров (2015 г., Сингапур), И. Кривоногова завоевала золото на 1-х Европейских Играх (2015 г., Баку, Азербайджан) и бронзу на Чемпионате Мира по плаванию среди юниоров (2015 г., Сингапур).
В Новокуйбышевске много лет успешно работает школа бокса, одним из основателей которой является заслуженный тренер России К. Логинов. Самым известным воспитанником Логинова является звезда мирового бокса Олег Саитов. Известность получила и школа таэквондо тренера Р. Шакирова, чьи воспитанницы стали призёрами чемпионатов России, Европы и мира.
В период с 1980 по 1993 годы на водно-гребной базе г. Новокуйбышевска было подготовлено 17 мастеров спорта, 1 заслуженный мастер спорта (каноист Павел Коновалов), неоднократные призёры и победители чемпионатов мира и Европы. В 2007 году Автономная некоммерческая организация «Новокуйбышевский спортивный клуб» начала возрождать некогда сильную школу гребли на байдарках и каноэ. Была отремонтирована водно-гребная база, закуплен спортинвентарь и набраны первые группы юношей. Через два года воспитанники «Новокуйбышевского спортивного клуба» начали занимать призовые места на областных соревнованиях.
Популярен в городе хоккей с мячом. Ежегодно в Новокуйбышевске проводятся различные соревнования по этому виду спорта, городские команды принимают участие в Зональных соревнованиях и Первенстве России.
В марте 2018 года открылся первый в городе ледовый дворец «РОСНЕФТЬ-АРЕНА». Теперь там проходят массовые катания, тренировки и соревнования хоккеистов, для детей работают секции фигурного катания и хоккея с мячом. В ледовом дворце работают прокат коньков и их заточка, а также сервис по починке клюшек.

## Культура

Дворец культуры Новокуйбышевска

Культурная жизнь в Новокуйбышевске представлена следующими площадками:
- Муниципальное бюджетное учреждение культуры городского округа Новокуйбышевск Самарской области «Театрально-концертный комплекс „Дворец культуры“»[53]
  - Молодёжный клуб «Русь»[53][54]
  - Сельский дом культуры «Маяк» (п. Маяк)[53]
- Муниципальное бюджетное учреждение культуры «Библиотечная информационная сеть»[55] в составе которой: Центральная библиотека имени А. С. Пушкина (на базе которой в 2020 году была создана модельная библиотека «ГородскойИнтеллектЦЕНТР»[56]), Центральная детская библиотека и 6 филиалов[57]
- Муниципальное учреждение культуры ТЮЗ «Время тайн»[58]
- Государственное бюджетное учреждение культуры Самарской области «Драматический театр „Грань“» (ранее Театр-студия «Грань»)[59][60]
- Муниципальное учреждение «Дом молодёжных организаций»[61]

Музеи
- Муниципальное учреждение культуры Музей истории города[62]
- Художественная галерея «Виктория» (бывший художественный отдел Музея истории города)[63]
- Музей истории НК НПЗ
- Музей истории образования «Истоки»[64]

Коллективы
- Хоровая капелла «Аура» им. А. И. Пахомова[66][67]
- Джаз-оркестр «Мираж»[68][69]
- Молодёжный хор «Возрождение»

Фестивали
- С 2001 года в городе проходит фестиваль провинциальных театров «Помост: Провинциальные театры России»[70][71]

## Религия
В городе действуют несколько православных приходов:
- Храм Серафимо-Дивеевской иконы Божией Матери «Умиление» Новокуйбышевск[73]
- Храм во имя преподобного Серафима Саровского
- Храм во имя Святителя Николая Чудотворца
- Храм во имя Пресвятой Троицы
- Храм Всех Святых
- Храм в честь Матроны Московской
- Храм в честь иконы Божией Матери «Неупиваемая Чаша» (пос. Маяк)[74]

Также есть мечеть и протестантские церкви: пятидесятники, адвентисты и баптисты.

## СМИ
- Городской новостной портал Новокуйбышевска ProGorodNSK.ru[80]
- Первый городской журнал «Приоритет» (с 2013 по 2018 год назывался «Like Nsk»)[81]
- Газета городских новостей «PRO Город Новокуйбышевск»[82]
- Еженедельная газета «Мой Город Новокуйбышевск» (холдинг «Мой Город»)[83]
- Газета «Вестник»[84]
- Газета «Наше время»[85]
- Еженедельное обозрение «Город Н-ск.2000»[86]
- Форум города Новокуйбышевск[87],
- Новокуйбышевское телевидение (OAO «ТВН»; 40 ТВК, 2 кВт).[88]
- Городское радио «Экспресс 90.1FM». В эфире на 90,1 FM с сентября 2008 года.[89]

см. также Радиовещательные станции Самарской области

## Транспорт
Городской транспорт представлен троллейбусом (11 маршрутов), автобусом (25 маршрутов) и маршрутным такси.
В связи с большой концентрацией вредных производств вопросы экологии стоят в городе весьма остро. Поэтому в Новокуйбышевске получил большое развитие троллейбус (пущен в 1986 году), как экологически чистый транспорт. Автобусные и троллейбусные маршруты обслуживает единое Новокуйбышевское муниципальное унитарное пассажирское транспортное предприятие (НМУ ПТП).
В городе имеются железнодорожные станция Новокуйбышевская, остановочные пункты Молодёжная, Липяги, пл. 1084 км, междугородная автостанция и небольшой речной вокзал в посёлке Русские Липяги на реке Кривуше. 
Речной грузовой порт представлен причалами клиентуры НК НПЗ в посёлке Гранном.

## Экология
В 2019 году по данным аналитиков Новокуйбышевск попал в топ-10 городов страны с наихудшей экологической обстановкой по мнению местных жителей. Новокуйбышевск получил оценку — 3,9. Город занял 192 место по России.